# لئون جوجوی
لئون جوجوی (به اسپانیایی: León) یک منطقهٔ مسکونی در آرژانتین است که در استان خوخوی واقع شده‌است.